# Burglengenfelder Wählergemeinschaft
Freie Wähler – Burglengenfelder Wählergemeinschaft (Kurzbezeichnung FW-BWG oder nur BWG) ist die am längsten bestehende Wählergruppe in der ehemaligen Kreisstadt Burglengenfeld. Seit 2014 ist sie auch im Kreistag des Landkreises Schwandorf vertreten. Ihre Ursprünge hat sie im Widerstand gegen die WAA Wackersdorf.
Die Mitglieder der BWG betrachten sich nach eigener Aussage nach wie vor vorrangig als Wähler, die ihre Interessen und Anliegen im Stadtrat und den Gremien der Stadt behandelt und berücksichtigt wissen wollen. Aus diesem Selbstverständnis leitet sich auch der Name „Wählergemeinschaft“ ab. Politische Ämter werden als Instrument wahrgenommen, um die Interessen ihrer Wähler zu sichern und durchzusetzen.

## Übertritt von SPD-Mandatsträgern 2013
Nachdem der SPD-Ortsverein Burglengenfeld dem scheidenden Bürgermeister Heinz Karg die Kandidatur auf der Stadtratsliste verweigerte, gab dieser am 10. Dezember 2013 in der Presse bekannt, dass er zusammen mit dem Zweiten Bürgermeister Theo Lorenz und der Stadträtin Evi Vohburger auf der Liste der BWG kandidieren werde. Wenig später erfolgte der Austritt der drei SPD-Mandatsträger aus der Partei und der Eintritt in die Wählergruppe. BWG-Stadtrat Albin Schreiner konnte zusammen mit Karg, Lorenz und Vohburger sowie dem parteilosen Stadtrat Robert Gehse für die restliche Wahlperiode eine fünfköpfige Fraktion formen. Die Unterstützung für den Bürgermeisterkandidaten der SPD, Bernhard Krebs, nahm die BWG zurück, nachdem die SPD bei der Aufstellungsversammlung die Listenverbindung mit der Wählergruppe abgelehnt hatte.

## Kreistagsliste BWG/UW
Am 10. Januar 2014 wandten sich Albin Schreiner und Matthias Süß, der Vorsitzende der Unabhängigen Wähler Schwandorf, an die Medien und kündigten eine gemeinsame Kreistagsliste an. Als Grund gaben die beiden an, den Wählern eine Alternative zu den für den Kreistag kandidierenden Parteien oder parteinahen Gruppierungen bieten zu wollen. Die Aufstellungsversammlung nominierte am 17. Februar 30 Kandidaten aus den Nachbargemeinden Burglengenfeld, Maxhütte-Haidhof, Schwandorf und Teublitz. Zwischen dem 19. Februar und dem 3. März um 12:00 Uhr gelang es den Initiatoren, 469 Unterstützerunterschriften, die in den Rathäusern geleistet werden mussten, für die Liste zu erhalten. Gesetzlich notwendig wären 385 gewesen. Der Wahlausschuss ließ in seiner Sitzung am 4. Februar die Liste ohne Beanstandung zur Kreistagswahl zu.

## Ergebnis der Kommunalwahl 2014
Bei der Stadtratswahl erhielt die BWG 29.947 Stimmen, was einem Anteil von 21,95 Prozent entspricht. Damit ist die BWG in der Wahlperiode 2014 bis 2020 mit fünf Mandatsträgern im Stadtrat von Burglengenfeld vertreten. BWG-Kandidat Gerhard Schneeberger unterlag Thomas Gesche von der CSU in der Stichwahl am 30. März mit 41,70 zu 58,30 Prozent. Im ersten Wahldurchgang hatte er die Bewerber von SPD und BfB überraschend auf die Plätze 3 und 4 verwiesen. Bei den Kreistagswahlen erzielte die Liste BWG/UW landkreisweit knapp drei Prozent der Stimmen. Die 66.297 Stimmen in der Stadt Burglengenfeld (20,66 Prozent auf Gemeindeebene) trugen mehr als die Hälfte zum Gesamtergebnis der Liste bei. In den Kreistag zieht neben Gerhard Schneeberger auch Bürgermeister Heinz Karg, der bisher einen Sitz für die SPD innehatte, ein. Sie bilden zusammen mit den Kreisräten der Jungen Wähler und der Bürgerliste eine Ausschussgemeinschaft. Kreisrat Schneeberger verließ jedoch bereits am 26. September 2014 die Ausschussgemeinschaft und hospitierte bei der CSU-Fraktion. Seinen Austritt aus der Wählergruppe hatte er gleichzeitig bekannt gegeben.

## Kommunalwahl 2020
Bei der Kommunalwahl 2020 trat die Gruppierung nicht mehr zu den Kreistagswahlen an. Sie erreichte bei den Stadtratswahlen in Burglengenfeld noch 8,2 Prozent der Stimmen und errang damit zwei Mandate. Ihr Bürgermeisterkandidat Glötzl Gregor konnte 8,1 Prozent der Stimmen auf sich vereinigen.